# نظام الدين أولياء
نظام الدين أولياء (633 - 725 هـ) هو أديب ومتصوف للطائفة الجشتية، من أهل الهند، وهو أحد أشهر الصوفيين من شبه القارة الهندية.
هو نظام الدين محمد بن أحمد بن علي الخالدي الدهلوي، المعروف بنظام دهلوي وشاه نظام الدين أولياء، والمشتهر بنظام ونرگسى. كان أجداده من مدينة بخارى، غير أنهم هاجروا إلى الهند وسكنوا مدينة بودان ، فولد بها نظام الدين سنة 633 هـ. توفي في دهلي سنة 725 هـ. من آثاره: «ديوان شعر». زعم مؤرخ القرن الرابع عشر ضياء الدين برني أن تأثيره على مسلمي دلهي كان لدرجة أن نقلة نوعية حدثت في نظرتهم للأمور الدنيوية. بدأ الناس يميلون إلى التصوف والصلاة والبقاء بمعزل عن العالم. أصبح تلميذا للقديس الصوفي فريد الدين كنج شكر، المعروف باسم بابا فريد. كان يزور باكبتان كل عام لقضاء شهر رمضان في حضور بابا فريد. في زيارته الثالثة لباكبتان، عينه بابا فريد خلفًا له. بعد ذلك بوقت قصير، عندما عاد نظام الدين إلى دلهي، تلقى أخبارًا عن وفاة بابا فريد.